# Dụng cụ chơi cờ vây
Dụng cụ chơi cờ vây bao gồm các vật dụng cần thiết để có thể chơi cờ vây, một bộ môn có nguồn gốc từ Trung Quốc. Mặc dù các dụng cụ đều dễ làm, có một sự khác biệt lớn về chất lượng và chất liệu của các dụng cụ, từ những đồ dùng bình dân cho đến những vật dụng cực kì có giá trị.

## Lịch sử
Đồ dùng cổ nhất được sử dụng để chơi cờ vây là một bàn cờ đẽo từ đá có niên đại từ thời nhà Hán ở Trung Quốc. Một vài ví dụ về dụng cụ cổ đại khác có thể tìm thấy tại các bảo tàng ở Nhật Bản và Hàn Quốc.

## Dụng cụ

### Bàn cờ

An empty go board, with the 19x19 intersecting lines

Bàn cờ vây, được gọi là goban (碁盤 (kì bàn)) trong tiếng Nhật, là một mặt phẳng được dùng để chơi cờ, trên đó đặt các quân cờ vây. Bàn cờ tiêu chuẩn có kích cỡ lưới 19×19. Các bàn cờ có kích cỡ nhỏ hơn với lưới 13×13 và 9×9 được sử dụng cho các ván cờ ngắn hơn, thường dùng trong giảng dạy cho người mới chơi. Một vài bàn cờ 19×19 cũng có một lưới 13×13 ở mặt bên dưới. Kích cỡ lưới 17×17 cũng đã từng được sử dụng trong lịch sử. Các bàn cờ Trung Quốc nói chung đều được làm vuông; bàn cờ của Nhật Bản và Hàn Quốc thường có một chiều hơi dài hơn một chút, để người chơi thấy bàn cờ có vẻ vuông khi nhìn từ góc của người chơi. Ở trong các phòng chơi cờ ở châu Á, bàn cờ thường hơi thấp hơn bàn tiêu chuẩn một chút để người chơi có thể thấy rõ vị trí các quân cờ.
Các bàn cờ goban truyền thống của Nhật Bản thường tuân theo các tỉ lệ sau:
|                                           | mm    | inch     | Đơn vị của Nhật Bản |
| ----------------------------------------- | ----- | -------- | ------------------- |
| Chiều rộng bàn cờ                         | 424.2 | 16+23⁄32 | 1.4 shaku 尺        |
| Chiều dài bàn cờ                          | 454.5 | 17+29⁄32 | 1.5 shaku 尺        |
| Chiều dày bàn cờ                          | 151.5 | 5+31⁄32  | 0.5 shaku 尺        |
| Khoảng cách giữa các dòng theo chiều rộng | 22    | 7⁄8      | 7.26 bu 分          |
| Khoảng cách giữa các dòng theo chiều dài  | 23.7  | 15⁄16    | 7.82 bu 分          |
| Độ dày của dòng                           | 1     | 1⁄32     | 0.3 bu 分           |
| Đường kính của điểm sao                   | 4     | 5⁄32     | 1.2 bu 分           |
| Đường kính quân cờ                        | 22.5  | 29⁄32    | 7.5 bu 分           |

(1 inch = 25.4 mm; 1 shaku = 100 bu = 303 mm)
Có một số loại và phong cách bàn cờ vây khác nhau:
- Bàn cờ giá rẻ được làm từ giấy, nhựa hoặc laminate (tức formica), có thể dễ dàng gấp lại và lưu trữ. Chúng thường được dùng bởi người mới chơi, hoặc những người không có một bộ thích hợp có sẵn. Có thể tiết kiệm hơn nữa bằng cách vẽ bàn cờ bằng tay trên một mảnh bìa các tông.
- Bàn cờ làm từ vải, giấy hoặc plastic có thể cuộn lại và dễ dàng mang đi với bộ quân cờ để tạo thành một bộ chơi cờ di động. Mặc dù vậy, một vài vật liệu có thể giữ trạng thái cong mạnh khi bỏ cuộn ra và cần được kéo từ các góc để có thế sử dụng.
- Các bộ có nam châm cũng có sẵn, bao gồm bàn cờ từ kim loại và các quân cờ có nam châm. Những bộ như vậy rất hữu ích để dùng khi đi du lịch. Các bàn cờ nam châm lớn cũng có sẵn cho mục đích trình diễn, trong công việc giảng dạy và các bài trình bày khác.
- Bàn cờ bằng gỗ, dày từ một đến hai inch, được sử dụng một cách phổ biến. Những loại bàn này được đặt trên bàn, khác với các loại bàn cờ đặt dưới đất phía dưới. Các bàn cờ này có vân gỗ đẹp mắt, và tiếng động khi đặt quân cờ vững chắc trên bàn nghe rất chắc. Các bàn cờ di động có thể làm với bản lề hoặc các khe. Một vài bàn cờ có lưới ở cả hai mặt. Bàn cờ có thể được làm từ hầu hết các loại gỗ, bao gồm cả ván gỗ ép, có thể có hoặc không có lớp ván vân gỗ. Các loại gỗ như vân sam hoặc katsura (桂? liên hương), có màu nhạt với thớ gỗ mịn không gây khó khăn trong việc làm dòng kẻ cho lưới được coi là phù hợp nhất. Các loại bàn cờ có giá trị nhất được làm từ gỗ kaya (cây phỉ), có màu vàng dịu. Cũng có các loại bàn được làm từ tre. Sự chắc chắn có thể co giãn của tre tương đương với thép,[1] khiến cho bàn làm từ nó rất bền, nhưng cũng nặng hơn các bàn bằng gỗ khác có cùng kích thước.
- Một bàn cờ bằng gỗ đặt dưới sàn với chân chống là loại bàn cờ truyền thống nhất, thanh lịch và đắt nhất trong các loại bàn cờ. Về mặt lịch sử, để chơi trên loại bàn này, người Nhật sẽ ngồi trên chiếu tatami. Các chân chống được đẽo giống như hình dáng cây hoa sơn chi. Các loại bàn cờ này đến nay vẫn được sử dụng trong các ván cờ của các giải đấu quan trọng của châu Á. Loại bàn để dưới sàn của Trung Quốc không phải lúc nào cũng được làm từ các khối gỗ, và gần giống như một cái bàn nhỏ với bàn cờ vây được khảm vào. Các chân chống nâng bàn lên chính xác chiều cao cần thiết. Bàn cờ có thể cao từ 14–21 cm. Bàn cờ dày nhất là loại thanh lịch nhất. Phía dưới thường có một khoảng trống thụt vào hình vuông (heso) để tránh cong vênh, và khuếch đại âm thanh của các quân cờ chạm vào bề mặt. Loại bàn cờ tốt nhất được làm từ gỗ kaya từ Miyazaki, rất hiếm thấy. Các loại bàn cờ được phân loại theo chất lượng của thớ gỗ. Itame là loại có vân bị cong hoặc không đều; masame là loại có vân đồng đều từ đầu tới cuối bàn cờ. Loại bàn masame còn được phân loại hơn nữa ra tenmasa (vân gỗ ở đầu chạy thẳng song uốn cong ở phần cắt cuối), và loại đắt tiền nhất là tenchimasa (vân chạy thằng từ đầu tới cuối bàn.) Giá của các loại bàn cờ từ gỗ kaya vào khoảng từ 1.000 tới trên 20.000 USD. Bàn cờ làm từ các loại gỗ khác, như vân sam Alaska, kauri hoặc katsura thì rẻ hơn, vào khoảng từ 500 tới 2.000 USD.[cần dẫn nguồn]

#### Chăm sóc bàn cờ
Việc bảo quản bàn gỗ đòi hỏi người dùng phải biết lưu trữ bàn gỗ trong môi trường có độ ẩm và nhiệt độ được điều chỉnh thích hợp để ngăn ngừa sự đổi màu, biến dạng, nứt, mối mọt, nấm mốc và các hư hỏng nghiêm trọng khác. Tiếp xúc kéo dài với ánh sáng mặt trời có thể khiến bàn cờ bị tẩy trắng. Các bàn cờ vận chuyển giữa các điều kiện khí hậu có độ ẩm khác nhau đáng kể có thể bị cong hoặc nứt do sự biến đổi nhanh chóng độ ẩm trong gỗ.

### Quân cờ

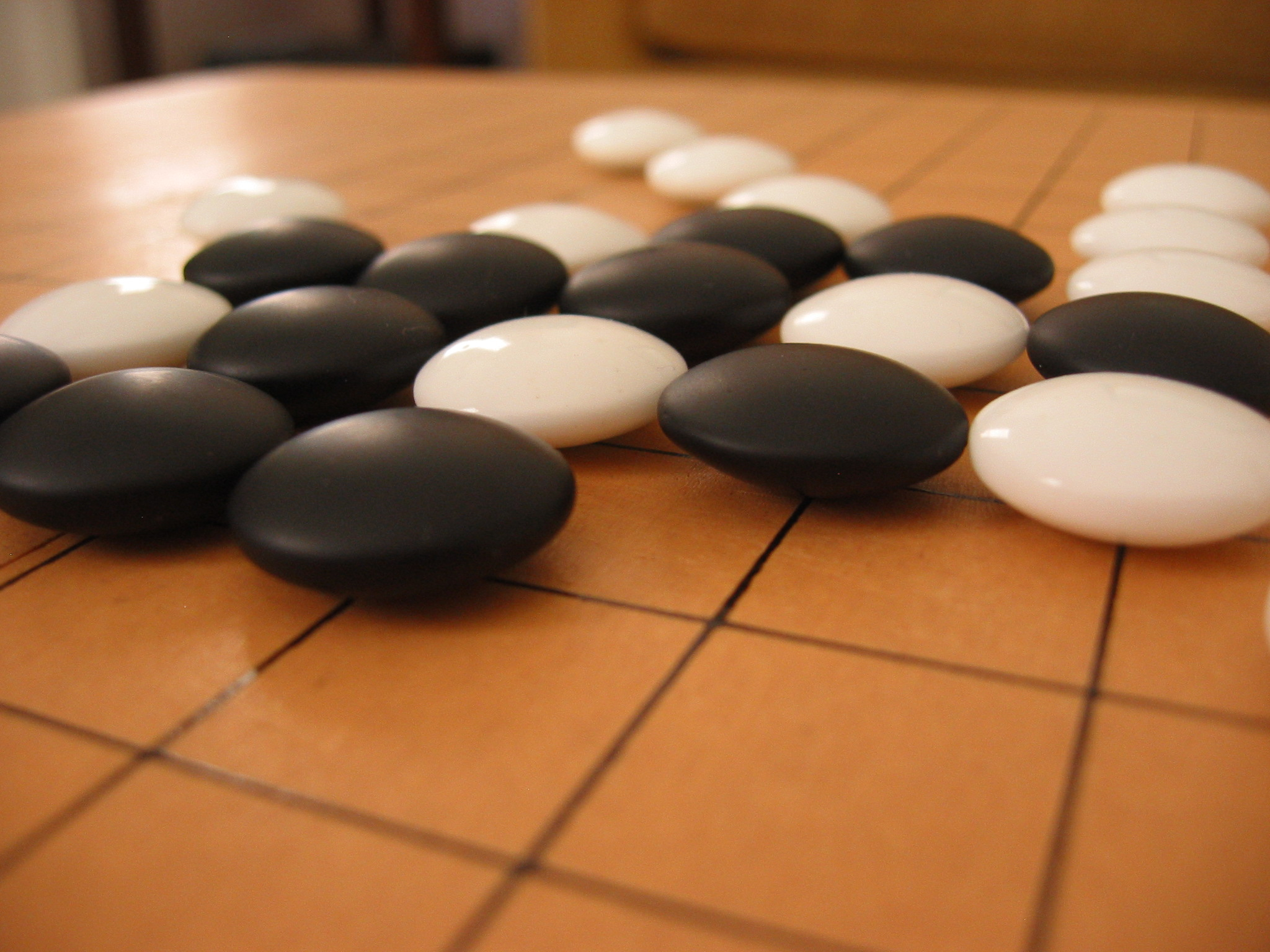
Quân cờ vây bằng thủy tinh

Quân cờ vây, hay go-ishi (碁石,棋子 (kì thạch, kì tử)), là các vật dạng tròn được đặt trên bàn cờ. Chúng có màu đen hoặc trắng, mỗi màu cho một người chơi, và thông thường một bộ có 181 quân đen và 180 quân trắng (hoặc đôi khi cả hai bên đều có 180 quân).
Có hai kiểu dáng hoặc hình dạng quân cờ tuỳ thuộc vào khu vực mà người chơi đang ở:
- Phong cách Nhật Bản và Hàn Quốc, có dạng quân cờ giống thấu kính của ống kính (nghĩa là đều ở cả hai mặt). Đây là phong cách phổ biến nhất.
- Phong cách Trung Quốc, gọi là vân tử (雲子,云子), cũng là viết tắt của cụm "Vân Nam diêu tử" (vật nhỏ bằng gốm từ Vân Nam), vì chúng thường phẳng ở dưới đáy và lồi ở bên trên. Phong cách này ít phổ biến hơn ở bên ngoài Trung Quốc. Quân cờ phẳng dưới đáy có thể hữu ích cho việc phân tích sau trận đấu; bằng việc lật ngược quân cờ lại, người chơi có thể dễ dàng theo dõi những quân cờ của một phần ván đấu gốc; tuy nhiên, kết cấu như vậy khó cho việc nhặt quân cờ lên khi dọn bàn cờ. Vân tử cũng có dạng hai mặt lồi.

Vật liệu làm quân cờ rất đa dạng. Một vài quân cờ được làm từ plastic, thủy tinh, sứ hoặc đá cẩm thạch, nhưng quân cờ kiểu truyền thống của Nhật Bản và Hàn Quốc được làm từ đá phiến cho quân đen và vỏ nghêu cho quân trắng. Quân cờ kiểu Trung Quốc có thể được làm từ thủy tinh, nhưng để trở thành vân tử, chúng phải được thiêu kết. Phương pháp sáng tạo chính xác là bí mật nhà nghề, song thật sự đã từng biến mất trong một khoảng thời gian đầu thế kỷ 20, do sự bất ổn của tình hình trong nước.

#### Kích thước
Độ dày quân cờ rất đa dạng, từ nhỏ vào khoảng 4 mm cho tới dày nhất là 12.8 mm, với hầu hết các dạng quân cờ rơi vào khoảng từ 7.0 - 10.1 mm cho quân cờ hai mặt lồi và 5–7 mm cho quân cờ một mặt lồi. Các quân cờ làm từ đá bảng đặc và vỏ loài nhuyễn thể có thể tồn tại qua nhiều thế hệ, chậm rãi trở nên mỏng hơn do việc cầm nắm, và dần dần có một lớp bóng giống như ngà voi. Đường kính của các quân cờ được chuẩn hóa trong khoảng 22 mm ±1 mm, có thể phù hợp với hầu hết các bàn cờ vây. Quân cờ đen thường có đường kính lớn hơn một chút, để khắc phục cho việc mắt người chịu ảo giác quang học, theo đó các quân cờ trắng trông sẽ hơi lớn hơn khi đặt cạnh quân cờ đen có cùng đường kính. Điều này chủ yếu được áp dụng cho các quân cờ kiểu Hàn Quốc và Nhật Bản – quân cờ kiểu Trung Quốc đôi khi sẽ lớn hơn về đường kính, nhưng chúng có các bộ tiêu chuẩn kích thước khác nhau. Kích thước "lớn" kiểu Trung Quốc có đường kính vào khoảng 23 mm, trong khi kích thước "trung bình" vào khoảng 22 mm. Kích thước bàn cờ kiểu Trung Quốc vì vậy cũng lớn hơn để phù hợp với kích thước của quân cờ. Xem thêm một số phép đo so sánh của các bộ quân cờ khác nhau.
Với loại quân cờ làm từ vỏ sò và đá phiến / đá bảng đắt tiền nhất, độ dày của quân cờ được kiểm soát cẩn thận và xếp hạng theo kích cỡ. Quân cờ thông thường nằm vào khoảng cỡ 25 (dày 7.0 mm) tới cỡ 37 (10.4 mm), và có cả các loại quân cờ dày hơn với mức giá tương ứng cao hơn nhiều lần. Loại quân cờ từ vỏ sò và đá phiến sử dụng phổ biến có cỡ 32 (8.8 mm) và 33 (9.2 mm) đối với hầu hết người chơi và cỡ 36 (10.1 mm) với kì thủ chuyên nghiệp. Quân cờ có độ dày lớn hơn 10.1 mm khó dùng để chơi trên bàn, trong khi nhiều người chơi cờ vây ưa thích loại quân cờ dày trong khoảng từ 8.8 tới 9.2 mm vì độ dày tối ưu cho lý do thẩm mỹ và tính thực tiễn.

#### Quân cờ bằng nhựa
Loại quân cờ này nói chung là loại rẻ nhất trong tất cả các loại quân cờ. Chúng bao gồm từ loại cờ có hình dạng phẳng, đối nghịch nhau cho tới loại cờ đối xứng như thấu kính điển hình, với mức giá vào khoảng $5–$30.
Một loại quân cờ đặc biệt là loại quân cờ Ứng (Ing stones), được sản xuất bởi Tổ chức Khuyến học Cờ vây Ứng Xương Kì (Ing Chang-ki Wei-chi Education Foundation). Đây là loại cờ chính thức của Ing Foundation và có thêm trọng lượng nhờ việc đặt một miếng kim loại bên trong quân cờ. Loại cờ này dày 10 mm, và đôi khi được chứa trong bát Ứng (Ing Bowl), được thiết kế đặc biệt để đếm chúng (luật cờ vây do ông Ứng Xương Kì đề xuất yêu cầu mỗi kì hủ sẽ có chính xác 180 quân cờ khi bắt đầu ván cờ).
Quân cờ cũng có thể được làm từ nhựa melamine. Đây là một hợp chất có độ bền cao, được sử dụng trong việc sản xuất bàn và đồ dùng nhà bếp khác và được coi là an toàn.

#### Quân cờ bằng sứ
Sứ là loại vật liệu ít phổ biến nhất để dùng làm quân cờ.

#### Quân cờ bằng thủy tinh
Đây là vật liệu được sử dụng rộng rãi và mang tính kinh tế nhất, chúng có dạng từ các kiểu quân cờ phẳng ở đáy với độ dày nhỏ hơn, tới các dạng hình thấu kính đối xứng. Quân cờ bằng thủy tinh có trọng lượng chính xác và có thể dễ dàng cầm nắm. Quân cờ trắng được đánh bóng và quân cờ đen được phủ một lớp sơn mờ, tạo cảm giác giống như quân cờ bằng đá phiến và vỏ sò. Chúng có giá tiền dao động trong khoảng $15 tới $80 cho quân cờ bằng thủy tinh với bát đựng. Những 'viên' thủy tinh ở các cửa hiệu thủ công mỹ nghệ có thể là một lựa chọn thay thế ít tốn kém.

#### Quân cờ bằng đá phiến và vỏ sò
Loại quân cờ này thường là loại đắt nhất mà một người có thể mua, vì cả hai loại quân cờ này đều được làm thủ công bằng cách sử dụng thiết bị mài và đánh bóng cơ học. Quân cờ đen được làm từ đá phiến, trong khi quân cờ trắng được làm từ vỏ loài nhuyễn thể (nghêu, sò). Việc sản xuất loại quân trắng khá tốn kém, do việc một bộ vỏ sò chỉ có thể làm được một số lượng quân cờ nhất định (khoảng ba quân). Loại vỏ sò được dùng để làm quân trắng thường được khai thác từ Nhật Bản, nhưng do nguồn cung ngày càng giảm, hầu hết vỏ sò được thu hoạch từ Baja California ở Mexico. Những quân cờ này có ba loại, tuỳ thuộc vào kiểu hoạ tiết sọc hoặc độ mịn trên quân cờ trắng. Tắt cả các loại đều dùng chung một loại quân cờ đen đồng nhất làm từ đá phiến. Quân cờ làm từ vỏ loài nhuyễn thể cũng rất hiếm khi được làm từ vỏ của loài sò tai tượng (shako trong tiếng Nhật), cũng như loại vỏ sò có màu tím nhẹ. Quân cờ làm từ vỏ sò được cắt theo hình trụ với mũi khoan bằng kim cương, sau đó được gõ xuống đất, mài với cát, tạo khối và đánh bóng một cách chuyên nghiệp để tạo nên thành phẩm cuối cùng. Quân cờ bằng vỏ sò và đá phiến là những sản phẩm có nguồn gốc tự nhiên đặt nền tảng cho thẩm mỹ về quân cờ trong cờ vây, và thậm chí loại quân cờ thấp nhất cũng đắt hơn rất nhiều so với loại quân cờ bằng nhựa, thủy tinh hay gốm sứ phổ thông. Giá của một bộ quân cờ bằng vỏ sò và đá phiến rơi vào khoảng $200 tới trên $5.000 đô la Mỹ tuỳ theo loại quân cờ, loại quân cờ dày hơn có giá lớn hơn tăng dần trong mỗi loại, đặc biệt là trong loại Yuki.
- Jitsuyo (loại thực tiễn, tiêu chuẩn hoặc hữu ích) là loại quân cờ với lớp bề mặt còn thô sơ trên mặt quân cờ, với 7 hoặc 8 sọc rộng. Các quân cờ được cắt gần khớp của vỏ.
- Tsuki (loại 'mặt trăng') là loại quân cờ với lớp bề mặt mịn hơn và các sọc mảnh hơn bao phủ khoảng 70% bề mặt quân cờ. Chúng được cắt ở phần giữa của vỏ sò. Chúng được coi là loại có chất lượng 'trung bình'.
- Yuki (loại 'tuyết') là loại quân cờ với lớp bề mặt đồng nhất, mịn và đều đặn trền toàn bộ quân cờ, với nhiều sọc mảnh bao phủ ít nhất 80% bề mặt quân cờ. Chúng được cắt từ phần gần viền ngoài của vỏ sò. Chúng được coi là loại tốt nhất theo thị hiếu của người Nhật, và là loại đắt nhất do sự khó khăn khi cắt một quân cờ với độ dày theo yêu cầu khi mà viền của vỏ sò khá mỏng. Giá của loại này dao động từ $200 tới hơn $35,000, loại quân cờ dày hơn sẽ đắt hơn.

#### Quân cờ Vân tử
Vân Tử (yunzi) là một loại quân cờ được sản xuất lần đầu vào thời nhà Đường bằng việc thiêu kết một hỗn hợp bí mật thương mại của khoáng vật bao gồm mã não (cho màu hơi ngả xanh lá mạ của quân cờ vân tử truyền thống). Thuật ngữ "Vân tử" theo truyền thống được dùng cho loại quân cờ làm từ vật liệu cùng tên, nhưng có thể sử dụng cho bất kì loại quân cờ một mặt lồi nào với các kích cỡ trung bình của Trung Quốc (hơi lớn hơn quân cờ của Nhật Bản). Quá trình tạo ra Vân tử từng bị thất lạc vào thập niên 1920, khi cuộc nội chiến trong lòng Trung Quốc lan đến tỉnh Vân Nam, nhưng vào cuối thập niên 1960 nó được tái phát hiện bởi công ty Vân Tử - một công ty hiện do nhà nước quản lý. Công ty này tuyên bố quân cờ của họ có lợi thế tạo ra âm thanh thú vị khi đặt lên bàn cờ. Vân Tử được hoàn thiện tinh xảo với vẻ bóng bẩy như ngọc bích nhưng không giòn hoặc trơn. Mỗi loại quân cờ đen và trắng đều có những phẩm chất đặc biệt. Quân cờ trắng có màu đục với ánh vàng hoặc xanh lá. Quân cờ đen màu tối, và toả ánh xanh lá cây mờ khi đưa ra ánh sáng. Với kĩ thuật mới, quân cờ Vân Tử hiện có thể được làm ra màu trắng tinh khiết mà không có bất kỳ sự chuyển màu nào.

#### Các lễ nghi với quân cờ
Khi không đi quân, mỗi người chơi nên để quân cờ của mình nằm trong bát đựng cờ. Khi đến lượt của đối thủ, sẽ là thô lỗ khi người chơi đảo các quân cờ trong bát làm phát ra tiếng động ồn ào. Cũng như vậy, việc cầm một số quân cờ trong tay khi chơi cờ bị coi là không thích hợp. Thủ tục "chính xác" là quyết định nước đi, sau đó lấy một quân cờ trong bát và đặt lên bàn cờ. Điều này giúp hạn chế đến mức tối thiểu sự phân tâm của đối thủ đối với người chơi.
Khi nhặt quân cờ ra khỏi bát để đi quân, đặt một bàn tay dứt khoát lên cạnh bát, với các ngón tay nhẹ nhàng đưa vào lòng bát. Lấy một quân cờ theo kiểu đôi đũa với ngón trỏ và ngón giữa, giữ quân cờ nằm giữa phần móng tay của ngón trỏ và đầu ngón tay giữa. Các ngón tay mở rộng gần như thẳng, và ngón trỏ không cụp vào.
Khi đặt quân cờ, hãy chắc chắn rằng tay áo dài được kéo lên để tránh đụng vào các quân cờ đã đi trước đó. Để đặt quân cờ lên bàn cờ, ngay khi ngón tay của ngón trỏ chạm tới bề mặt của bàn cờ, để quân cờ trượt xuống cạnh, cho phép ngón giữa điều hướng quân cờ xuống bề mặt và tiếp xúc nó (các ngón tay còn lại và ngón cái hướng tự nhiên ra ngoài). Với một chút luyện tập, một quân cờ có thể được đặt một cách duyên dáng và mạnh mẽ và với một cú nhấn mạnh. Những điểm mấu chốt của một cú nhấn tạo tiếng động lớn là lực của ngón giữa và việc nhả quân cờ muộn. Một khi quân cờ được đặt xuống, ngón giữa và bàn tay nhấc một cách chậm rãi khỏi quân cờ (cố gắng tránh việc xô đầy quân cờ) và nhẹ nhàng rút về phía người chơi.
Mặc dù có thể đặt quân cờ xuống với một tiêng động lớn và dứt khoát vào bất cứ lúc nào, người chơi luôn làm vậy với mọi nước đi sẽ bị coi là lỗ mãng hoặc thô tục. Ví dụ, khi tiếp nhận một mối đe doạ của đối thủ, một sự đặt quân yên lặng sẽ phù hợp với hoàn cảnh hơn; thăm dò nước đi hoặc đáp trả một cách thông minh cỏ thể giúp chiếm lấy vị trí một cách ranh mãnh. Khả năng thể hiện mình trong cách đi quân giải thích lý do cho một trong những tên gọi của trò chơi là "thủ ngữ" (nghĩa là "nói chuyện bằng bàn tay", "shudan" trong tiếng Nhật, "shoutan" trong tiếng Trung).

#### Chăm sóc quân cờ
Những quân cờ mới (thuộc bất kỳ loại nào khác trừ đá phiến và vỏ sò) nên được rửa trong nước ấm (với xà phòng) để loại bỏ dầu hoặc bột phấn là sản phẩm phụ trong quá trình sản xuất hoặc bảo quản sản phẩm, và làm khô thật kỹ. Không được sử dụng xà phòng khi làm sạch quân cờ bằng vỏ sò; quân cờ mới bằng vỏ sò không nên rửa. Quân cờ mới bằng đá phiến nên được rửa sạch dầu khoáng chất còn thừa với một miếng vải bông. Khi sử dụng quân cờ, người chơi không nên đập chúng xuống bàn quá mạnh. Khi kết thúc, chúng nên được giữ trong bát hoặc bao bì gốc và cất ở nơi không có ánh sáng hay nhiệt độ cao. Đặt một miếng vải mềm dưới đáy bát sẽ giúp hạn chế sự sứt mẻ quân cờ.

### Bát đựng cờ

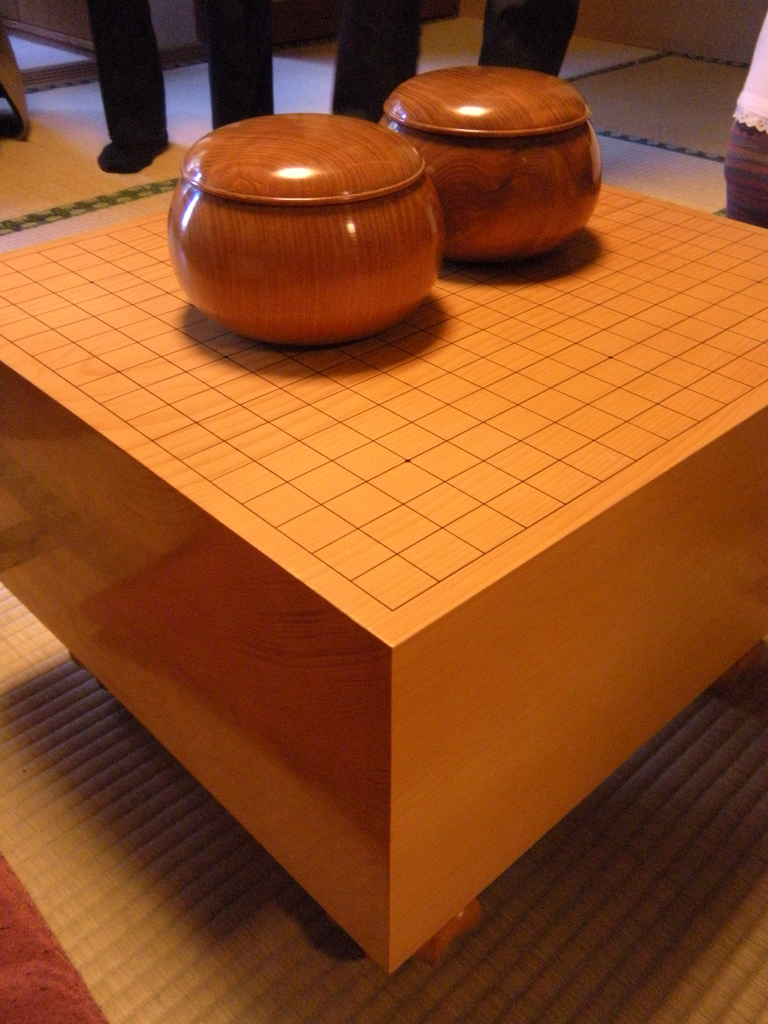
Bát đựng quân cờ vây trên bàn cờ đặt dưới sàn theo phong cách Nhật Bản

Bát đựng quân cờ vây, hay go-ke là vật dùng để chứa các quân cờ. Mặc dù không hoàn toàn cần cho việc chơi cờ vây, bát đựng cờ vẫn đóng một vai trò quan trọng trong việc lưu trữ quân cờ, và những quân cờ bị bắt có thể được đặt trên nắp của bát. Các bát trong một bộ sẽ giống hệt nhau, với một người cầm quân trắng và người còn lại cầm quân đen.
Nắp của bát thường khá lỏng lẻo và không hoàn toàn vừa khít. Một người chơi theo truyền thống đặt nắp lộn ngược lại bên cạnh bát đã mở và giữa các quân cờ bắt được của đối phương ở đó. Nắp được đặt sao cho đối thủ có thể dễ dàng nhìn thấy, do đó mỗi người chơi có thể biết được số lượng tù nhân mà đối thủ bắt được bị loại khỏi bàn cờ.
Bát đựng cờ có thể được làm từ những vật liệu khác nhau.
- Plastic: Rất rẻ, nó có thể có dạng hình trụ hoặc hình hộp lập phương. Giá tiền rơi vào khoảng $5 đô la Mỹ. Hộp nhựa đựng thức ăn có dung tích khoảng một quart (một lít Anh, bằng một phần tư gallon, khoảng 0.94 lít) cũng có thể sử dụng.
- Rơm: Hầu hết được dùng bởi người Trung Quốc. Chúng được làm bằng rơm rạ, với giá khoảng 10-25 USD.
- Gỗ: Vật liệu phổ biến nhất được dùng để làm bát. Loại gỗ được sử dụng ảnh hưởng đáng kể đến giá tiền sản phẩm. Cây dâu tằm là một trong những loại ấn tượng và đắt tiền nhất. Các loại gỗ trung gian là mộc qua Kavkaz (karin trong tiếng Nhật), kaya, anh đào, keyaki, và hồng mộc. Những loại rẻ hơn được làm từ cây dẻ gai hoặc cây hạt dẻ. Tre cũng được dùng để làm ra loại bát đẹp và ít tốn kém. Bát có thể được đánh bóng. Những loại bát tốt nhất được tạc từ một phiến gỗ duy nhất và làm nổi bật thớ gỗ. Giá của chúng thay đổi đa dạng từ $50 tới hàng nghìn đô la.

Không phải tất cả các loại bát đều có thể chứa một bộ đầy đủ quân cờ. Hầu hết chỉ có thể chứa quân cờ có độ dày lớn nhất tới 10 mm. Các loại bát lớn hơn và đắt tiền hơn chứa các quân cờ có độ dày lớn tới 12 mm khi một người muốn mua loại quân cờ dày hơn và đắt tiền hơn cho đồng bộ với chất lượng của bát đựng cờ.
Những loại bát có chất lượng và giá trị cao nhất theo truyền thống chỉ sử dụng cho loại cờ làm từ đá phiến và vỏ sò tốt nhất, với chất lượng thuộc loại Yuki ('tuyết'). Các loại bát có chất lượng thấp hơn cũng được sử dụng cho loại quân cờ từ vỏ sò và đá phiến thuộc loại Jitsuyo (tiêu chuẩn) và Tsuki ('mặt trăng'), và loại quân cờ bằng thủy tinh theo truyền thống được đựng trong loại bát bằng gỗ có giá tiền thấp nhất hoặc trong bát bằng nhựa. Một danh sách loại gỗ sử dụng làm bát đựng cờ vây với ảnh có sẵn.